# 佐久間家盛
佐久間 家盛（さくま いえもり）は、鎌倉時代前期から中期にかけての武将・御家人。

## 経歴
佐久間家村の養子となった和田朝盛の嫡男として誕生。家村・朝盛より1字ずつ取って家盛と名乗る。
建保元年（1213年）、曾祖父和田義盛をはじめとする和田氏一門が滅ぼされた和田合戦の後、追捕を逃れて父・朝盛と共に安房国狭隈郷の家村の許に身を寄せた。
承久3年（1221年）に承久の乱が起きると、幕府方について戦った。このとき朝盛は上皇方についたため、父子で敵味方に分かれることになった。
6月14日、宇治川の戦いの緒戦で上皇方が優勢に立ったが、翌日幕府方は渡河を強行して反撃を試みた。『吾妻鏡』によれば、このとき幕府方の総大将、北条泰時が息子時氏に命じ、時氏は家盛ら6騎を連れて川を渡った。これに三浦泰村が続き、形勢が逆転したという。
乱後、功績により上総国夷隅郡と尾張国御器所を恩賞として賜った。
この御器所が後の戦国時代の佐久間氏の根拠地となった。